# Bolyphantes severtzovi
Bolyphantes severtzovi là một loài nhện trong họ Linyphiidae.
Loài này thuộc chi Bolyphantes. Bolyphantes severtzovi được Andrei V. Tanasevitch miêu tả năm 1989.